# Conospermum patens
Conospermum patens (лат.) — кустарник, вид рода Коноспермум (Conospermum) семейства Протейные (Proteaceae), произрастающий в Южной Австралии и Виктории (Австралия).

## Ботаническое описание
Conospermum patens — кустарник высотой 0,2-2 м. Ветви прямостоячие с белой опушкой. Листья раскидистые приподнятые, линейно-продолговатые длиной 7-25 мм, шириной 0,7-1,5 мм иногда 3,5 мм, гладкие. Соцветия, расположенные на концах ветвей или в верхних пазухах, представляют собой щитки из густоцветковых колосьев, отходят от общего цветоносного побега длиной 5-20 см и с разбросанными шиловидными прицветниками; цветковидные прицветники длиной 3-4,5 мм, заострённые, опушённые; околоцветник 5-7 мм длиной, двугубый, белый, серо-голубой или сиреневый, снаружи опушённый. Плод — орех диаметром 2,5 мм.
.

## Таксономия
Вид был официально описан в 1847 году немецким ботаником Дидерихом Францем Леонардом фон Шлехтендалем в Linnaea.

## Распространение и местообитание
C. patens — эндемик Австралии, где произрастает в Южной Австралии и западной Виктории. Встречается на песчаных, реже глинистых почвах в склерофитовых кустарниках и лесах.